# Kriolofozaur
Kriolofozaur (Cryolophosaurus) – rodzaj dużego teropoda należącego do grupy neoteropodów (Neotheropoda). Żył we wczesnej jurze na terenie dzisiejszej Antarktydy. Jest pierwszym nowym taksonem dinozaura odkrytym na tym kontynencie. Jego pozycja systematyczna jest niejasna – klasyfikowano go zarówno w grupie Tetanurae, jak i Dilophosauridae.

## Morfologia

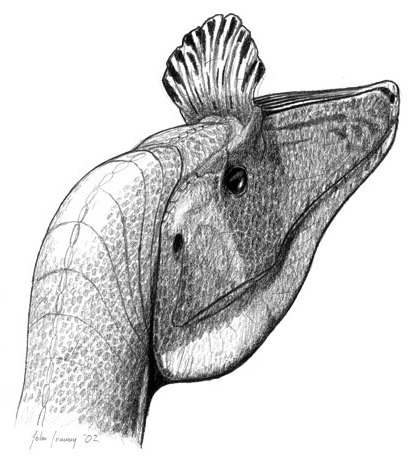
Rekonstrukcja głowy kriolofozaura

Cryolophosaurus jest jednym z największych znanych teropodów żyjących we wczesnej jurze – jego długość szacuje się na 6,5 m, a masę ciała na około 465 kg. Charakterystyczny grzebień, tworzony głównie przez kości łzowe i nosowe, był nachylony do czaszki pod kątem około 90°. U innych grzebieniastych teropodów, takich jak Dilophosaurus wetherilli i Monolophosaurus, grzebień biegnie wzdłuż czaszki, a nie jest położony prostopadle wobec niej. Funkcje tego grzebienia nie są pewne – mógł on być oznaką dymorfizmu płciowego lub dojrzałości, lecz żadnej z tych hipotez nie można na razie przetestować statystycznie. W zachowanym fragmencie lewej kości szczękowej zachowały się trzy zęby położone najbardziej z tyłu szczęki, podczas gdy fragment prawej obejmuje sześć zębów. Zęby były osadzone na przyśrodkowej stronie kości szczękowej. Cryolophosaurus wykazuje wiele cech zarówno zaawansowanych, obecnych u tetanurów, jak i bardziej prymitywnych, występujących u ceratozaurów. Kilka cech, takich jak m.in. obecność otworu u podstawy wyrostka nosowego kości przedszczękowej i grzebienia nosowo-łzowego, sugeruje pokrewieństwo kriolofozaura z grupą wczesnojurajskich teropodów obejmującą dilofozaura i drakowenatora. Cechy plezjomorficzne występują w szczególności w szkielecie pozaczaszkowym, zaś zaawansowane – w czaszce.

## Klasyfikacja

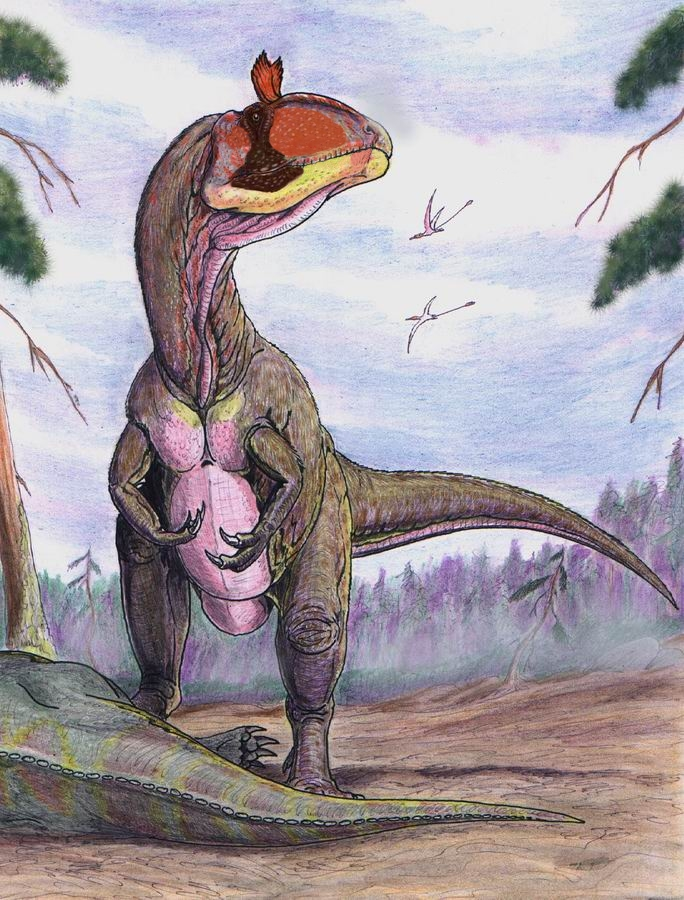
Rekonstrukcja Cryolophosaurus

Ustalenie pozycji filogenetycznej Cryolophosaurus elioti jest trudne ze względu na występującą u niego mozaikę cech zarówno prymitywnych, jak i zaawansowanych. Pewna jest jego przynależność do neoteropodów. Hammer i Hickerson nie przedstawili szczegółowej pozycji taksonu wewnątrz Theropoda, jednak spostrzegli jego podobieństwa do środkowo- i późnojurajskich dużych tetanurów. Niektóre analizy wsparły hipotezę o przynależności kriolofozaura do tetanurów, jednak badania Smitha i współpracowników z 2007 roku sugerują, że Cryolophosaurus należy do kladu średniej wielkości wczesnojurajskich teropodów, obejmującego również Dilophosaurus wetherilli, Dracovenator regenti i „Dilophosaurus” sinensis. Według tej analizy jest on siostrzany wobec kladu Neoceratosauria + Tetanurae. Jeśli jednak prawdziwa okazałaby się teoria o przynależności Cryolophosaurus ellioti do Tetanurae, takson ten byłby jednym z najstarszych znanych przedstawicieli grupy.

## Historia odkryć
Cryolophosaurus ellioti został opisany w 1994 roku przez Williama Hammera i Williama Hickersona w oparciu o niemal kompletną czaszkę i fragmentaryczny szkielet pozaczaszkowy (FMNH PR1821). Był to pierwszy nowy takson dinozaura opisany z terenów Antarktydy. Podczas wykopalisk w latach 1990–91 odkryto także kości kończyn, miednicy oraz 30 kręgów. Skamieniałości wydobyto z datowanych na pliensbach osadów formacji Hanson na Górze Kirkpatricka w pobliżu Lodowca Beardmore’a w Górach Transantarktycznych. Nazwa Cryolophosaurus pochodzi od greckich słów κρυος („zamrożony”), λοφος („grzebień”) oraz σαυρος („jaszczur”), zaś epitet gatunkowy ellioti honoruje Davida Elliota, który odkrył holotyp. Podczas wyprawy w latach 2003–04 odkryto więcej skamieniałości.

## Paleoekologia
W dolnojurajskich osadach formacji Hanson na Antarktydzie oprócz szczątków kriolofozaura odkryto także zęby pożywiających się padliną teropodów, kość ramienną pterozaura, ząb trzonowy niewielkiego synapsyda z grupy Tritylodontidae oraz szczątki prozauropoda, który otrzymał później nazwę Glacialisaurus. Obecność tej fauny sugeruje, że we wczesnej jurze na tym obszarze Gondwany panował łagodny klimat.